# Elephantomyia niphopoda
Elephantomyia niphopoda är en tvåvingeart som beskrevs av Alexander 1971. Elephantomyia niphopoda ingår i släktet Elephantomyia och familjen småharkrankar. Inga underarter finns listade i Catalogue of Life.